# Barocklaute
Der Oberbegriff Barocklaute bezeichnet verschiedene europäische Lautentypen des 17. und 18. Jahrhunderts. Kennzeichnend ist, dass zu den Spielchören auf dem Griffbrett (petit jeu) die Erweiterung des Bassregisters durch zusätzliche, diatonisch gestimmte Bass-Saiten tritt (grand jeu). Neben den verschiedenen Barocklauten existierten in dieser Zeit weitere Lauteninstrumente wie Mandora und Barockgitarre. Seit dem 18. Jahrhundert werden Lauten mit Bass-Saiten an einem verlängerten Hals wie Theorbe und Angelica auch Erzlauten genannt.

## Übergangszeit

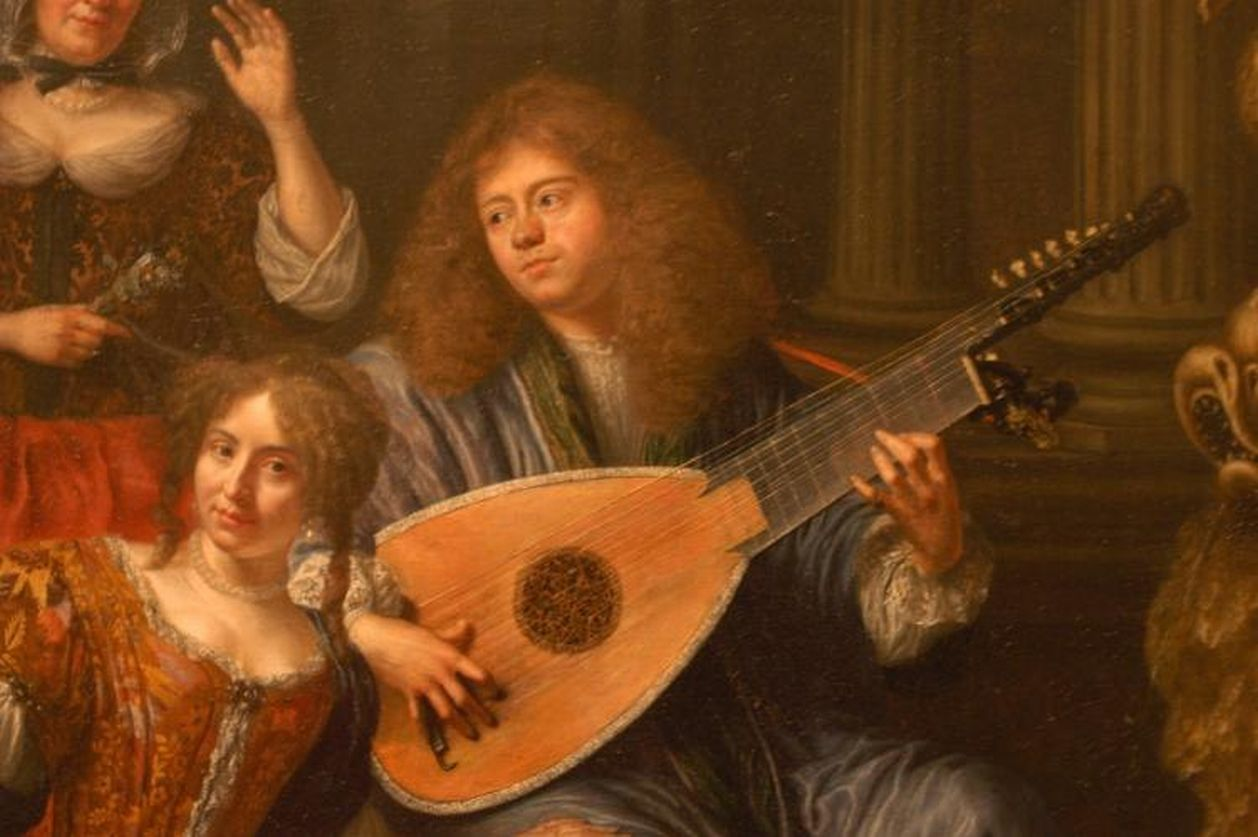
Doppelkopflaute

Ungefähr ab 1580 wurde in Europa vermehrt Musik für Laute mit sieben und acht Chören komponiert. Die Saitenzahl der Laute wurde bis ca. 1620 auf bis zu zwölf Chöre vermehrt. Dazu kamen Experimente mit der Stimmung der Spielsaiten. In der einschlägigen Sekundärliteratur sind über zwanzig verschiedene Stimmungen der Spielsaiten gezählt worden.
Antoine Francisques um 1600 in Paris erschienenes Lautenbuch Le Tresor d'Orphee ist einer der frühesten Belege der neuen Saitenstimmungen („à cordes avalées“). Die zwei prominentesten Stimmungen dürften der so genannte Ton ravissant (mit fast tausend erhaltenen Stücken) und das Sharp tuning (mit über fünfhundert erhaltenen Stücken) gewesen sein.
Ton ravissant / French flat tuning nach Mace: g' - e' - c - a - e - H - A - G - F - E - D - C
Sharp tuning (10ch. Laute): e' - c' - a - f - c - G - F - E - D - C
Flat save the 3rd sharp (10ch. Laute): f' - d' - h - g - d - A - G - Fis - E - D
Die tatsächliche Tonhöhe dürfte sich nach dem Saitenmaterial gerichtet haben.
Schließlich wurden verschiedene bautechnische Lösungen für die Aufnahme des Bassregisters probiert. Sehr verbreitet war in der Übergangszeit die Laute mit zwei Wirbelkästen, später double-headed lute bzw. „Doppelkopflaute“ genannt, bei der neben dem nach hinten „abgeknickten“ Wirbelkasten ein zweiter, nicht abgewinkelter Wirbelkasten für bis zu vier Basschöre angebracht war.

## Italienische Barocklaute

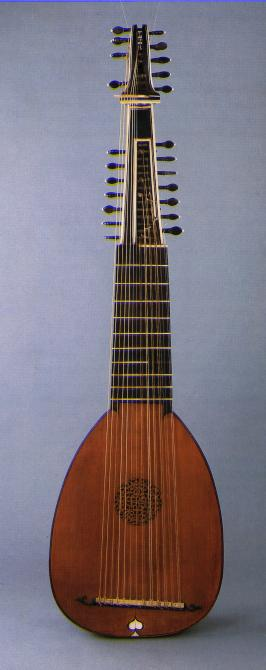
Italienische Barocklaute (Erzlaute, Arciliuto) von Matteo Sellas

In Italien behielt die Barocklaute die aus der Renaissance mit der Renaissancelaute überkommene Stimmung der sechs Spielsaiten in Quarten und einer großen Terz, nominell: G - c - f - a - d' - g'. Hinzu treten bis zu acht Bordun-Chöre, die je nach Tonart einzustimmen sind.
Die bautechnische Lösung für die Aufnahme der Bass-Saiten bestand in der Theorbierung, d. h. an dem in Längsrichtung des Halses angesetzten Wirbelkasten wurde eine kurze Verlängerung mit einem zweiten Wirbelkasten angebracht. Dieser Bautyp wird heute oft Liuto attiorbato genannt.
Alessandro Piccinini, der für sich reklamierte, diesen Lautentyp im Jahr 1594 erfunden zu haben, lehnte die Bezeichnung Liuto attiorbato jedoch als unsachgemäß ab, nannte das Instrument Arciliuto und betonte mithin, dass es sich um eine Laute handelt, nicht eine Theorbe.
Noch über hundert Jahre später wies Silvius Leopold Weiss darauf hin, dass Theorbe und Arciliuto „unter sich selbst wieder ganz differieren.“
Als Komponisten sind zu nennen: Johann Hieronymus Kapsberger, Alessandro Piccinini, Pietro Paolo Melii aus Reggio nell’Emilia (unter anderem Lautenist an der Wiener Hofkapelle), Bernardo Gianoncelli, Giovanni Zamboni, Filippo dalla Casa.
Georg Friedrich Händel setzte das Instrument in seiner Großform mit stark verlängertem zweiten Hals und Einzelsaiten im Bass als Continuo-Instrument im Orchester ein (Liuto attiorbato).

## Französische Barocklaute

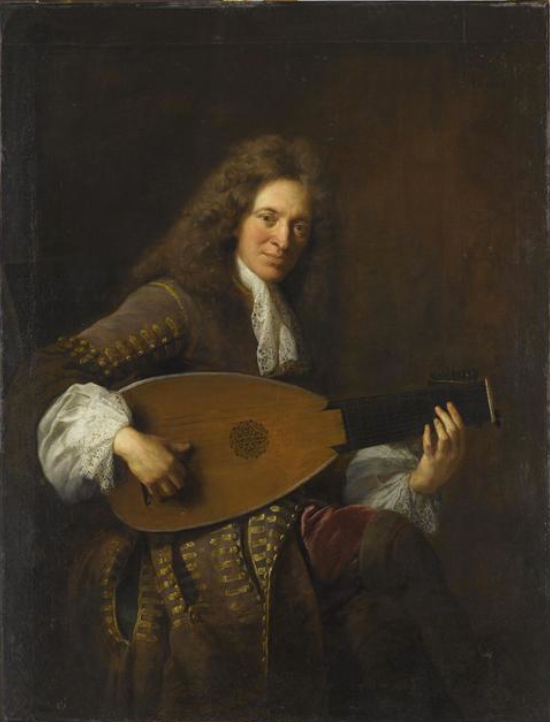
Elfchörige französische Barocklaute

Nach der experimentellen Phase in der ersten Hälfte des 17. Jahrhunderts setzte sich in Frankreich die Barocklaute mit elf Chören durch. Die Spielsaiten sind in Quarten sowie in kleinen und großen Terzen gestimmt. Nominell – die tatsächliche Tonhöhe dürfte sich nach dem Saitenmaterial gerichtet haben – kann die Stimmung angegeben werden wie folgt: f' - d' - a - f - d - A - G - F - E - D - C (später so genannte neufranzösische oder auch d-Moll-Stimmung).
Bei der Bauweise kehrten die französischen Lautenbauer zum Renaissancemodell der einfachen Knickhalslaute ohne Bassreiter oder Theorbierung zurück. Besonders Renaissancelauten der deutschen Lautenbauer Laux Maler (1518–1552, Bologna) und Hans Frei, deren Werkstätten in Italien gewesen waren, wurden im 17. Jahrhundert dort aufgekauft, nach Frankreich gebracht und hier zu Barocklauten umgebaut.
Am Hof Ludwigs XIII. herrschte ein regelrechter Kult um die Laute (sogar Richelieu nahm Unterricht bei Ennemond Gaultier). Durch die allgemein verbreitete Nachahmung französischer Kultur und Lebensweise erlangte die französische Barocklaute während des 17. Jahrhunderts in ganz Europa (außer in Italien) Popularität. Mit ihr verbreitete sich die französische Lautenmusik und der ihr eigene Stil (vertreten von Komponisten wie René Mézangeau, Ennemond Gaultier, Denis Gaultier, François Dufault, Jacques Gallot) der zunächst auch von Clavecinisten wie Johann Jakob Froberger, Louis Couperin, Nicolas Antoine Le Bègue nachgeahmt wurde.
Die d-Moll-Stimmung erschien zuerst in zwei Drucken des Jahres 1638, nämlich beim Verleger Ballard (Paris) und bei Pierre Gaultier (Rom).

## Deutsche Barocklaute

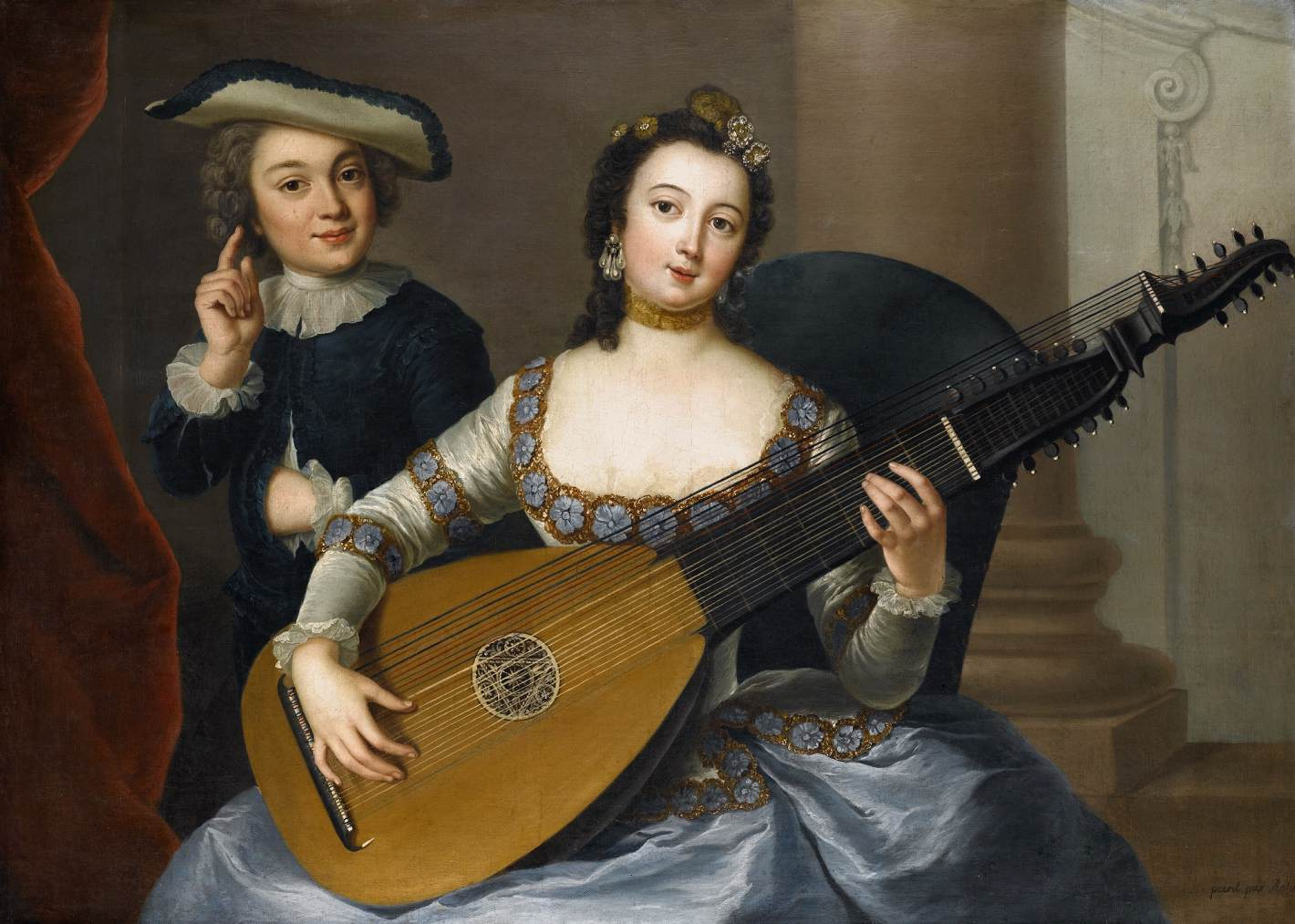
Schwanenhals-Barocklaute, Allegorie des Hörens - Gemälde von Anna Dorothea Therbusch

Der Dresdner Virtuose und Komponist Silvius Leopold Weiss fügte der französischen Barocklaute ab ca. 1720 im Bass zwei weitere Chöre hinzu. Für diese zusätzlichen Saiten gab es hauptsächlich zwei bautechnische Lösungen:
- Einen auf den abgeknickten Wirbelkasten aufgesetzten Bassreiter
- Theorbierung, d. h. der Wirbelkasten wird nicht abgeknickt, sondern wie bei der Theorbe gerade an den Hals angebaut und um einen zweiten, wiederum in Längsrichtung aufgesetzten Wirbelkasten erweitert, der fünf Bass-Chöre aufnimmt.

Dieser zweite Wirbelkasten wird nach seiner geschwungenen Verbindung Schwanenhals genannt. Auch Lauten mit insgesamt drei Wirbelkästen sind erhalten.
Bekannte Komponisten und Spieler des Instruments waren Esaias Reusner der Jüngere, Ernst Gottlieb Baron, Wolff Jakob Lauffensteiner, Silvius Leopold Weiss.
In der Form als Schwanenhalslaute hat die Barocklaute bis in die Zeit der Frühklassik überlebt. Als Komponisten für dieses Instrument sind weiter zu nennen: Bernhard Joachim Hagen, Adam Falckenhagen, Jakob Friedrich Kleinknecht, Christian Gottlieb Scheidler.
Ob Johann Sebastian Bach seine „Werke für Laute“ für eine Barocklaute oder für das „Lautenwerk“, ein mit Darmsaiten bezogenes Cembalo, schrieb, ist nicht hinreichend geklärt.